# Bo Lindberg (idéhistoriker)
Bo Örjan Samuel Lindberg, född den 7 maj 1946 i Göteborg, är en svensk idéhistoriker. 
Lindberg blev filosofie doktor vid Göteborgs universitet 1976. Hans avhandling hette Naturrätten i Uppsala 1655-1720. Han var docent vid Göteborgs universitet 1980–1986 och universitetslektor där 1986–1996. Mellan 1996 och 2003 var han professor i idéhistoria vid Stockholms universitet, varefter han har varit professor i idé- och lärdomshistoria vid Göteborgs universitet. Lindberg har varit redaktör för många vetenskapliga rapporter och publikationer.